# ProSiebenSat.1 Media
Die ProSiebenSat.1 Media SE (bis 7. Juli 2015: ProSiebenSat.1 Media AG) mit Sitz in Unterföhring bei München ist ein börsennotiertes deutsches Medienunternehmen, das unter anderem die deutschen Free-TV-Fernsehsender ProSieben, Sat.1, Kabel Eins, Sixx, ProSieben Maxx, Sat.1 Gold und Kabel Eins Doku und die drei deutschen Bezahl-Fernsehsender ProSieben Fun, Sat.1 emotions und Kabel Eins Classics sowie die Streamingplattform Joyn unter einem Dach vereint. Das Unternehmen entstand aus einem Zusammenschluss der ProSieben Media AG (ProSieben, Kabel 1 und N24) und der Sat.1 GmbH im Januar 2000.
Seit Dezember 2023 ist das Unternehmen im SDAX gelistet.

## Geschichte

Organigramm der Kirch-Gruppe zum Zeitpunkt ihres Zusammenbruchs

Nachdem Ende 1999 die KirchMedia GmbH & Co. KGaA (Kirch-Gruppe) Mehrheitsaktionär der ProSieben Media AG wurde, übernahm im Oktober 2000 die ProSieben Media AG 100 Prozent der Anteile an der Sat.1 Satelliten Fernsehen GmbH von der Kirch-Gruppe. Durch die rückwirkend zum 1. Januar 2000 vereinbarte Fusion der ProSieben Media AG und der Sat.1 Satelliten Fernsehen GmbH entstand die größte Sendergruppe (Sat.1, ProSieben, Kabel 1 und N24) auf dem deutschen Fernsehmarkt. Seit dem 12. Oktober 2000 wurden die Aktien der ProSieben Media AG unter dem neuen Namen ProSiebenSat.1 Media AG (ProSiebenSat.1) an der Frankfurter Wertpapierbörse gehandelt. Im Zuge der Integration von Sat.1 wurde die ProSieben Television GmbH gegründet.

### Zusammenbruch der Kirch-Gruppe und Übernahme durch Haim Saban
Am 6. September 2001 wurde die Fusion von ProSiebenSat.1 und der Kirch-Gruppe (siehe auch: Leo Kirch, Premiere) bekannt gegeben. Daraufhin sank der Aktienkurs von ProSiebenSat.1 um 20 Prozent. Die Fusion scheiterte kurz vor Abschluss wegen finanziellen Problemen innerhalb der Kirch-Gruppe. Nach der Insolvenz bekamen die Gläubiger die Kontrolle über ProSiebenSat.1. 2003 entschied sich der Gläubigerausschuss für die P7S1 Holding, eine Tochtergesellschaft der Saban Capital Group von Haim Saban, als Käuferin der 71,98 Prozent der Stimmrechte und damit neue Hauptaktionärin der ProSiebenSat.1. Saban übernahm die Sendergruppe für 525 Millionen Euro. Die restlichen 11,49 Prozent hielt Axel Springer und 16,53 Prozent die Kirch-Gruppe, jeweils über eine Beteiligungsgesellschaft.
Im Jahr 2005 gab Axel Springer bekannt, ProSiebenSat.1 für einen Kaufpreis von drei Milliarden Euro übernehmen zu wollen. Dieser Verkauf wurde jedoch sowohl vom Bundeskartellamt als auch von der Kommission zur Ermittlung der Konzentration im Medienbereich (KEK) nicht genehmigt, sodass Axel Springer am 1. Februar 2006 von der Übernahme Abstand nahm.

### Übernahme durch Permira und KKR
Die Kapitalbeteiligung von Haim Saban wurde am 14. Dezember 2006 von Permira und Kohlberg Kravis Roberts & Co. (KKR) für etwa drei Milliarden Euro übernommen. Im Sommer 2007 übernahm ProSiebenSat.1 für insgesamt 3,3 Milliarden Euro die SBS Broadcasting Group aus Luxemburg, zu der über 19 private Fernsehsender und 20 Bezahlfernsehsender und Radiostationen gehörten. Dadurch wurde das Unternehmen zum zweitgrößten Fernsehanbieter Europas.
Mitte Dezember 2007 verkaufte Axel Springer seine Anteile in Höhe von zwölf Prozent der Stamm- und Vorzugsaktien an die ProSiebenSat.1-Mehrheitseigner KKR und Permira für ca. 509 Millionen Euro. Damit hielt die von KKR und Permira gesteuerte Lavena Holding 5 nun 100 Prozent der stimmberechtigten Stammaktien sowie 25 Prozent der nicht stimmberechtigten Vorzugsaktien.
Im Rahmen der Übernahme der SBS Broadcasting Group im Sommer 2007 hatten KKR und Permira dem weiteren Eigentümer Telegraaf Media Groep (TMG) eine Option auf zehn Prozent der Stammaktien angeboten, sofern dieser auf sein Vorkaufsrecht auf die SBS Broadcasting Group verzichtet. Der Einstieg der TMG ProSiebenSat.1 erfolgte schließlich im August 2008.
Zum Ende des Jahres 2008 verließ der Vorstandsvorsitzende Guillaume de Posch auf eigenen Wunsch das Unternehmen. Zwischen März 2009 und Februar 2018 war Thomas Ebeling Chef des Konzerns.
Im Oktober 2009 wurde bekannt, dass die Verschuldung der Sendergruppe mehr als 3,4 Milliarden Euro betrug und dass die Gruppe diese Belastung nicht reduziere, sondern lediglich die Zinsen für ihre laufenden Kredite zahle.
Nach dem Verkauf der im Besitz von ProSiebenSat.1 befindlichen TV-Sender in Belgien und den Niederlanden für 1,225 Milliarden Euro an ein internationales Medienkonsortium um den finnischen Konzern Sanoma am 29. Juli 2011, wurde im Dezember 2012 das gesamte Senderportfolio in Skandinavien für 1,325 Milliarden Euro an die amerikanische Discovery Communications Inc. verkauft. Mit dem Erlös sollten endfällige Verbindlichkeiten in Höhe von ca. 500 Millionen Euro getilgt, sowie eine Erhöhung der Dividende auf ca. 5,60 Euro je Aktie finanziert werden.
Mitte Februar 2013 begannen die Finanzinvestoren Permira und KKR mit dem Verkauf aller durch die Lavena Holding 5 gehaltenen Vorzugsaktien in Höhe von 18 Prozent. Durch den Verkauf waren alle Vorzugsaktien, bzw. 50 Prozent des Grundkapitals, im Streubesitz.

### Ausstieg von KKR und Permira
Auf der Hauptversammlung am 23. Juli 2013 beschlossen die ProSiebenSat.1-Aktionäre die Zusammenlegung der bisher an der Börse notierten Vorzugsaktien und der durch KKR und Permira gehaltenen Stammaktien. Dadurch wurden nur noch die stimmberechtigten Stammaktien an der Frankfurter Wertpapierbörse gehandelt. Die KKR und Permira hielten nach der Umwandlung noch 44 Prozent der Stammaktien und somit keine Mehrheit.
Am 19. August 2013 schloss ProSiebenSat.1 ihren Börsengang ab, wodurch seither ausschließlich die bisher nicht notierten Stammaktien im MDAX gelistet waren.
Ende Dezember 2013 kündigte ProSiebenSat.1 den Verkauf des Osteuropa-Geschäfts an. Die ungarischen Fernsehsender wurden im Rahmen eines Management-Buy-out verkauft. In Rumänien wurden alle Fernseh- und Radiosender, bis auf Prima TV, das vom rumänischen Unternehmer Cristian Burci erworben werden sollte, von der griechischen Antenna Group übernommen.
In einer Pressemitteilung teilte ProSiebenSat.1 am 15. Oktober 2014 mit, dass sie im Sommer 2015 eine Umwandlung zur ProSiebenSat.1 Media SE plane. Nach Genehmigung durch die Hauptversammlung am 21. Mai 2015 wurde diese Umwandlung zu einer Societas Europaea durch Eintragung ins Handelsregister am 7. Juli 2015 wirksam. Am 21. März 2016 stieg das Unternehmen vom MDAX in den DAX auf.
Zur weiteren Expansion der Geschäftsfelder nahm die ProSiebenSat.1 Media SE im November 2016 eine Kapitalerhöhung durch Ausgabe von 14,2 Millionen neuen Aktien zu je 36,25 Euro vor. Durch die daraus resultierenden Einnahmen von 515 Millionen Euro erhöhte sich das Grundkapital um 6,5 Prozent. Dies führte zu einem nachträglichen Kursverlust von fast sechs Prozent an der Frankfurter Wertpapierbörse.
Im Jahr 2017 wuchsen sowohl der bereinigte Konzernüberschuss auf 550 Millionen Euro als auch das EBITDA auf 1,05 Milliarden Euro um jeweils drei Prozent. Im selben Jahr erwarb General Atlantic einen Minderheitsanteil an der Digitalsparte der Sendergruppe. Mit 51 Prozent des Konzernumsatzes machte die ProSiebenSat.1 Media SE vier Prozent mehr Bruttoeinnahmen außerhalb des TV-Werbegeschäfts als im Vorjahr. Der Konzernumsatz stieg im Vergleich zum Vorjahr um sieben Prozent und betrug 4,078 Milliarden Euro.
Ende Mai 2019 erwarb das Berlusconi-Unternehmen MediaForEurope (MFE, bis Herbst 2021 noch Mediaset) 9,6 Prozent der Anteile an der ProSiebenSat.1 Media SE zu einem Kaufpreis von rund 330 Millionen Euro.
Am 1. Juni 2018 trat Max Conze als Thomas Ebelings Nachfolger das Amt des Vorstandsvorsitzenden bei der ProSiebenSat.1 Media SE an. Aufgrund von mehreren Abschieden hochrangiger ProSiebenSat.1-Manager sowie der negativen Kritik seitens des stellvertretenden Vorstandsvorsitzenden Conrad Albert über Conzes Arbeitsweisen in einem Interview mit der Süddeutschen Zeitung musste er mit sofortiger Wirkung am 26. März 2020 das Unternehmen verlassen. Albert wiederum verließ zum 30. April 2020 das Unternehmen. Vom 26. März 2020 bis Oktober 2022 war Rainer Beaujean Vorstandsvorsitzender der ProSiebenSat.1 Media SE, er verließ das Unternehmen auf eigenen Wunsch, sein Nachfolger ist seit dem 1. November 2022 der ehemalige RTL-Chef Bert Habets.
Die MFE gab im März 2022 bekannt, mehr als 25 Prozent der Anteile am Konzern zu halten. Im Dezember 2022 meldete MFE bei der österreichischen Bundeswettbewerbsbehörde den „Erwerb von faktischer alleiniger Kontrolle an ProSiebenSat.1 Media SE“ zur Prüfung an. Der Deutsche Journalisten-Verband, die Gewerkschaft Ver.di sowie der bayerische Ministerpräsident Markus Söder warnten im Dezember 2022 vor einer Übernahme. Die KEK hatte im September 2023 keine Bedenken gegen die Erhöhung auf 26,6 Prozent geäußert.
Im Februar 2023 erwarb Renáta Kellnerová über die PPF Group einen Anteil von 9,01 Prozent an ProSiebenSat.1 Media SE und wurde damit die zweitgrößte Aktionärin des Medienunternehmens.
Am 26. März 2025 kündigte MFE ein freiwilliges öffentliches Übernahmeangebot an. Es wurde am 8. Mai 2025 veröffentlicht. Am 5. Juni 2025 veröffentlichte PPF ein dazu konkurrierendes Angebot. Daraufhin erhöhte MFE am 28. Juli 2025 ihr Angebot.

## Aktionärsstruktur
Stand: 18. August 2025
| MFE 43,60 % Stammaktien         |                                |                                |                                |                                |                                |  |  |  |  |  |  |                         |                         |                         |                         |                         |                         |
|                                 |                                |                                |                                |                                |                                |  |  |  |  |  |  |                         |                         |                         |                         |                         |                         |
| PPF Group 18,41 % Stammaktien   |                                |                                |                                |                                |                                |  |  |  |  |  |  |                         |                         |                         |                         |                         |                         |
|                                 |                                |                                |                                |                                |                                |  |  |  |  |  |  |                         |                         |                         |                         |                         |                         |
| Eigenbesitz 0,08 % Stammaktien  | Eigenbesitz 0,08 % Stammaktien | Eigenbesitz 0,08 % Stammaktien | Eigenbesitz 0,08 % Stammaktien | Eigenbesitz 0,08 % Stammaktien | Eigenbesitz 0,08 % Stammaktien |  |  |  |  |  |  | ProSiebenSat.1 Media SE | ProSiebenSat.1 Media SE | ProSiebenSat.1 Media SE | ProSiebenSat.1 Media SE | ProSiebenSat.1 Media SE | ProSiebenSat.1 Media SE |
| Eigenbesitz 0,08 % Stammaktien  | Eigenbesitz 0,08 % Stammaktien | Eigenbesitz 0,08 % Stammaktien | Eigenbesitz 0,08 % Stammaktien | Eigenbesitz 0,08 % Stammaktien | Eigenbesitz 0,08 % Stammaktien |  |  |  |  |  |  | ProSiebenSat.1 Media SE | ProSiebenSat.1 Media SE | ProSiebenSat.1 Media SE | ProSiebenSat.1 Media SE | ProSiebenSat.1 Media SE | ProSiebenSat.1 Media SE |
| Streubesitz 37,81 % Stammaktien |                                |                                |                                |                                |                                |  |  |  |  |  |  |                         |                         |                         |                         |                         |                         |
|                                 |                                |                                |                                |                                |                                |  |  |  |  |  |  |                         |                         |                         |                         |                         |                         |

Berücksichtigt sind nur Stimmrechte nach den §§ 33 und 34 WpHG, nicht Stimmrechte durch Finanzinstrumente nach § 38 WpHG. Die im Eigenbesitz von ProSiebenSat.1 befindlichen Aktien sind nicht stimmberechtigt.

## Geschäftsbereiche
Die ProSiebenSat.1 Media SE teilt ihre Aktivitäten in drei Bereiche (Entertainment, Beteiligungsgeschäft („Commerce & Ventures“) und Dating & Video) ein. Diese Bereiche beinhalten verschiedene Tochtergesellschaften, wobei das Entertainment-Geschäft seit 2023 im Zentrum der Strategie des Unternehmens steht.

### Entertainment

#### Seven.One Entertainment Group
Die Seven.One Entertainment Group wurde 2008 unter dem Namen ProSiebenSat.1 TV Deutschland GmbH gegründet und ist eine Holding der ProSiebenSat.1 Media SE, in der alle deutschen TV-Sender zusammengeführt wurden. Mit der Gründung der Seven.One Pay TV (ehemals ProSiebenSat.1 Pay TV GmbH) gehören seit 2015 auch die Pay-TV-Sender ProSieben Fun, Sat.1 emotions und Kabel Eins Classics zur Holding.
Seit 1. Oktober 2020 firmiert dieser Bereich als Seven.One Entertainment Group. 2020 vereinbarte Seven.One Entertainment Group eine Kooperation mit der Holding RTL Deutschland, um interaktive Werbeformen auf Smart-TVs zu entwickeln und leichter zugänglich zu machen. Eine weitere Kooperation im Bereich der Werbetechnologie wurde 2024 angekündigt.
Zur Seven.One Entertainment Group gehört auch die Fem Media GmbH. Im Juni 2008 erwarb ProSiebenSat.1 die Feeem Media GmbH, die am 1. September 2008 umbenannt wurde in Fem Media GmbH und das Frauenportal fem.com betreibt. 2010 wurde das Fem-Netzwerk in Sixx umbenannt, wobei die Website fem.com erhalten blieb. Im Zuge dessen übernahm Fem Media GmbH den Betrieb der Senderhomepage sixx.de.

#### Seven.One Studios
Die Seven.One Studios (Zuvor: Red Arrow Studios) ist eine im Januar 2010 gegründete Holding für die Bereiche Produktion, Programmvertrieb und Formatentwicklung.
Über die Tochtergesellschaft Snowman Productions expandierte Seven.One Studios zwischen 2010 und 2012 durch neue Büros in Schweden, Dänemark und Norwegen. Zudem erwarb Seven.One Studios eine Mehrheitsbeteiligung an der britischen TV-Produktionsfirma CPL Productions. Auch das britische Produktionshaus Endor Productions sowie die israelische July August Productions sind Teil der Seven.One Studios.
Zu Seven.One Studios gehört außerdem das deutsche Produktionshaus Redseven Entertainment und seit 2020 ist Seven.One Studios zu 55 Prozent an Pyjama Pictures, der von Carsten Kelber und Christian Ulmen gegründeten Produktionsfirma, beteiligt. 2022 wurden in Deutschland zwei weitere Produktionsfirmen gegründet; Flat White (seit 2024: Just Friends) und Cheerio Entertainment.

#### Sender
| Staat       | Free-TV | Pay-TV                                                                 | Digitale Angebote |
| ----------- | --- | ---------------------------------------------------------------------- | --- |
| Deutschland | - Kabel Eins - ProSieben - Sat.1 - Sat.1 Gold - Sixx - ProSieben Maxx - Kabel Eins Doku                                                                                               | - Kabel Eins Classics - ProSieben Fun - Sat.1 emotions - wetter.com TV | - Sportdeutschland.TV - ran.de - prosieben.de - sat1.de - sat1gold.de - kabeleins.de - kabeleinsdoku.de - sixx.de - prosiebenmaxx.de - e-sports - yousport - 90. minuten - DRL - Seven.One Media Network - Joyn |
| Österreich  | - Kabel Eins Austria - ProSieben Austria - Sat.1 Österreich - Puls 4 - Puls 24 - sixx Austria - Kabel Eins Doku Austria - Sat.1 Gold Österreich - ProSieben Maxx Austria - ATV - ATV2 |                                                                        | - Joyn Österreich |
| Schweiz     | - Kabel Eins Schweiz - ProSieben Schweiz - ProSieben Maxx Schweiz - Sat.1 Schweiz - Sat.1 Gold Schweiz - Sixx Schweiz - Puls 8                                                        |                                                                        | - Joyn Schweiz |

#### Joyn
Im Mai 2017 bildeten die ProSiebenSat.1 Media SE und Discovery eine Kooperation, um eine mobile Applikation namens 7TV herauszubringen, über die auf die Mediatheken der Sender zugegriffen werden kann. Zusätzlich diente die App als Streaming-Plattform für alle Sender der ProSiebenSat.1 Media SE. Das Programm wurde im März 2018 um die Sender Sport1, Welt und N24 Doku erweitert. Ende des Jahres folgte eine Kooperation mit ZDF, sodass die Sender ZDF, ZDFneo und ZDFinfo ebenfalls in die 7TV-App integriert wurden.
ProSiebenSat.1 Media SE und Discovery gaben im Juni 2018 bekannt, dass der Aufbau einer Streamingplattform geplant sei, welche die Angebote von 7TV, Maxdome und dem Eurosport Player in einer Anwendung zusammenfasst. Nachdem Maxdome seinen Sitz von Unterföhring zu TV7 nach München verlegt hatte, verschmolz Maxdome am 15. Januar 2019 mit der neu gegründeten 7TV Joint Venture GmbH.
Im Juni 2019 ging die Plattform mit dem Namen Joyn als Nachfolger von 7TV online. Eine Integration des Angebotes von Maxdome und dem Eurosport Player visierten die Medienkonzerne ProSiebenSat.1 Media SE und Discovery bis zum Ende des Jahres an. Im November 2019 präsentierten die Unternehmen das Angebot Joyn Plus+, bei dem die Inhalte der Plattform Maxdome integriert wurden. Indes existierte Maxdome bis 2020 weiter. Im Jahr 2023 hatte Joyn mehr als 6,3 Millionen Nutzer. Ferner hatte die Plattform im Mai 2021 bereits über 60 Sender integriert.
2022 gab die ProSiebenSat.1 Media SE bekannt, dass die Digital- und App-Angebote auf Joyn gebündelt werden sollen. Darunter fielen insbesondere die noch vorhandenen separaten App-Angebote, wie die ProSieben-App. Im September 2022 folgte die Übernahme der Plattform Joyn durch die ProSiebenSat.1 Media SE; Discovery wurde ausgelöst. In Österreich ging Joyn im Mai 2023 online und ersetzte den Streaming-Dienst Zappn. Im Juni 2024 ging Joyn auch in der Schweiz online.

#### Seven.One Media

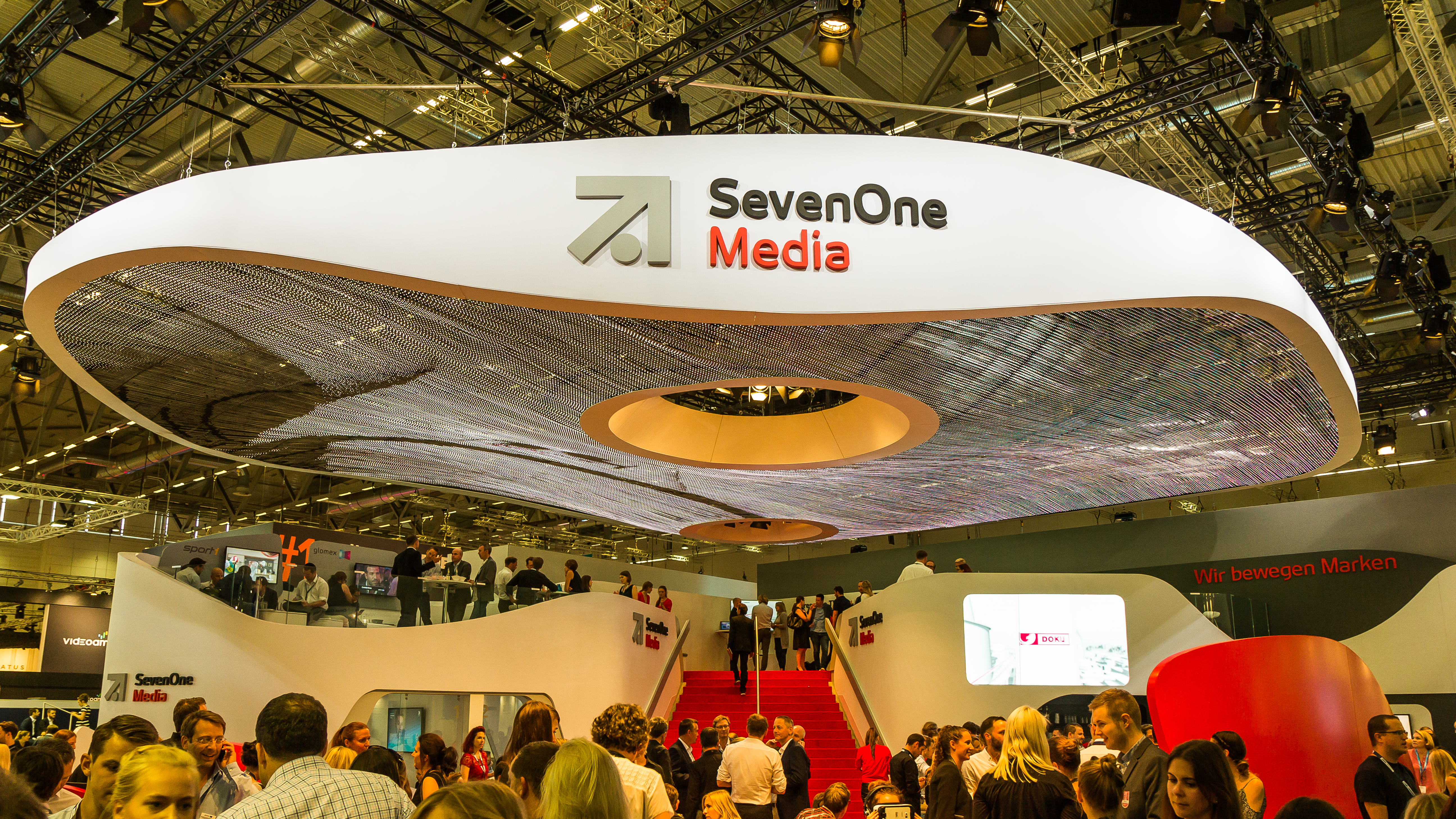
Seven.One Media auf der dmexco 2016

Das Unternehmen entstand aus der MGM MediaGruppe München und Media 1. Die MGM MediaGruppe München wurde am 1. Juni 1992 gegründet und verantwortete die Vermarktung der Werbezeiten der Sender ProSieben und Kabel Eins (damals noch Kabelkanal). Media 1 entstand am 1. August 1999 durch eine Ausgründung von Sat.1 Sales & Services. Am 15. November 2000 fusionierten die MGM MediaGruppe München (ProSieben) und Media 1 (Sat.1) zur Seven.One Media.
Die ProSiebenSat.1 Licensing GmbH (ehemals SevenEntertainment GmbH bzw. MM MerchandisingMedia) wurde im Jahr 2003 gegründet und bündelte die Musik-, Lizenz-, Entertainment- und weitere Handelsgeschäfte von ProSiebenSat1.
2009 fusionierte die Seven.One Media mit ihrem Schwesterunternehmen Seven.One Interactive. Seitdem ist die Seven.One Media für die Werbezeitenvermarktung der TV- und Multimediamarken der ProSiebenSat.1 Media SE zuständig.
Als Tochterunternehmen der Seven.One Entertainment Group vermarktet Seven.One Media die deutschsprachigen Sender der Gruppe (Sat.1, ProSieben, Kabel Eins, Sixx seit Mai 2010, Sat.1 Gold seit Januar 2013 und Kabel 1 Doku seit September 2016), ihre digitalen Plattformen (Bezahlfernsehen, Video-Plattformen wie Joyn, Podcasts, Spiele, Teletext) sowie verschiedene Drittangebote. Zudem bietet die Seven.One Media Leistungen in den Bereichen Lizenzierung, Direktmarketing und Veranstaltungen an.
Am 30. Juni 2015 kündigte die Seven.One Media erstmals die mehrheitliche Übernahme der Virtual Minds GmbH, Freiburg im Breisgau, an. Die Virtual Minds GmbH ist inzwischen eine 100-prozentige Tochter von ProSiebenSat.1 Media SE und gilt als europäischer Anbieter für digitale Werbetechnologien mit den Marken Active Agent (RTB), Adition (Adserving), Yieldlab (RTB), The Adex (DMP) und dem Virtual Minds Media Manager. Weitere Beteiligungen des Unternehmens im Vermarktungsbereich sind Esome Advertising Technologies, smartstream.tv und Kairon.
In der Schweiz und in Österreich vermarktet die Seven.One Media die dortigen Werbe- bzw. Programmfenster über die Tochterunternehmen Seven.One Media Austria und Seven.One Media CH.
Im Bereich der Marktforschung begleitet die Seven.One Media unter anderem Kampagnen der Kunden und ermittelt ihre Werbewirkung anhand verschiedener Parameter wie Markenbekanntheit oder Werbeerinnerung. Darüber hinaus liefert die Werbeforschung langfristige Erkenntnisse zu Absatzwirkung von Fernsehwerbung.

##### Seven.One Starwatch
Die Seven.One Starwatch (ehemals Starwatch Entertainment) wurde 2005 gegründet und fokussiert sich als Tochtergesellschaft der ProSiebenSat.1 auf die Bereiche Musik, Veranstaltungen, Entertainment und Künstlervermarktung.

##### Seven.One AdFactory
Im Juli 2009 wurde für die Entwicklung von Sonderwerbeformen die Seven.One AdFactory als Teil der Seven.One Media gegründet. Sie bietet Leistungen in den Bereichen Produktplatzierung, Testimonials und Veranstaltungen an.

##### Seven.One Audio
Die Seven.One Audio wurde im Dezember 2020 gegründet und bündelt alle Audio-Aktivitäten der Gruppe. Insbesondere vermarktet die Seven.One Audio in Deutschland 35 verschiedene Podcasts, beispielsweise Alle Wege führen nach Ruhm mit Paul Ripke (und früher auch Joko Winterscheidt), Sunset Club mit Sophie Passmann und Joko Winterscheid, die True-Crime-Podcasts Mord auf Ex und Mordlust oder auch Baywatch Berlin mit Klaas Heufer-Umlauf, Jakob Lundt und Thomas Schmitt.

### Handel und Investment

#### NCG – NuCom Group
Am 19. März 2015 teilte die ProSiebenSat.1 Media SE mit, dass alle Mehrheitsbeteiligungen im Onlinehandel- und Reisebereich auf die ProSiebenSat.1 Commerce GmbH (7Commerce) übertragen wurden. Zudem teilte ProSiebenSat.1 Media SE die Aufstockung mehrerer Beteiligungen mit.
Die ProSiebenSat.1 Commerce GmbH wurde 2018 in NCG Commerce GmbH umbenannt. Ebenfalls 2018 wurden die Unternehmen des Bereichs Onlinehandel in der NCG – NuCom Group SE (NuCom Group) vereint und General Atlantic stieg mit 28,4 Prozent in das Unternehmen ein.
Zur NCG gehören unter anderem die Onlineportale und Marken Flaconi, Verivox, Jochen Schweizer, Mydays und billiger-mietwagen.de.

#### SevenVentures
Am 14. April 2011 gab die ProSiebenSat.1 Media SE die Gründung von SevenVentures bekannt.
SevenVentures erwarb Minderheitsbeteiligungen unter anderem am Online-Shop About You und Zalando sowie weiteren Digitalunternehmen. Eine Beteiligung in Höhe von 23 Prozent an dem Online-Versandhändler Amorelie erwarb das Unternehmen im Januar 2014. Im Jahr darauf übernahm die NuCom Group als Mehrheitsgesellschafter Amorelie und veräußerte 2021 sämtliche Anteile. Zudem erhöhte SevenVentures im Mai 2014 seine Beteiligung an der Online Parfümerie Flaconi auf 47 Prozent, stockte diese ein Jahr später auf 100 Prozent auf und übertrug seine Anteile der NuCom Group.
2021 stieg die ProSiebenSat.1 Media SE über SevenGrowth mit einer Beteiligung in Höhe von 15 Prozent in die Sport- und Wellnessplattform Urban Sports Club ein und verlängerte die Zusammenarbeit 2023. Im Jahr 2023 folgte eine Beteiligung an der Koro Handels GmbH sowie an den Unternehmen Tindle Foods und Motatos GmbH.
SevenAccelerator ist als Frühphaseninvestor Teil von SevenVentures und unter anderem seit 2023 an The Nu Company beteiligt.

### Dating und Video
Im September 2020 übernahm die ProSiebenSat.1 Media SE das amerikanische Unternehmen The Meet Group. Zuvor unterfielen die Dating-Plattformen Parship und Elite Partner dem Geschäft der NuCom Group, jedoch wurde mit der Übernahme von The Meet Group ein Zusammenschluss der Plattformen vorgenommen und die ParshipMeet Group gegründet. Neben Parship und Elite Partner gehören auch Lovoo und Tagged als Tochtergesellschaften zur ParshipMeet Group.
An dem Unternehmen hält General Atlantic 45 Prozent und die ProSiebenSat.1 Media SE 55 Prozent der Anteile.

### Ehemalige Unternehmen
Zusammen mit Rechtsanwalt Ingo Lenßen betrieb ProSiebenSat.1 Digital ab Ende 2014 die Plattform Advopedia, auf der ein Team von Autoren juristische Tipps gibt, über Gerichtsurteile berichtet und rechtliche Fragen aufklärt. Seit 2018 ist die Advopedia GmbH nicht mehr Teil von ProSiebenSat.1.
Die ProSiebenSat.1 Digital & Adjacent GmbH bündelte die Säulen Online-Video, Online-Spiele, Handel und Musik. Nach eigenen Angaben war es der stärkste Wachstumstreiber des Unternehmens. Das Tochterunternehmen verantwortete die interaktiven Produkte rund um die Sendermarken – von Online über Teletext, Mehrwertdienste und HbbTV bis zu mobilen Applikationen. Das Unternehmen wurde 2018 in ProSiebenSat.1 Entertainment GmbH umbenannt und 2020 aus dem Handelsregister gelöscht.
Die Magic Internet Holding wurde im Rahmen der MyVideo-Übernahme durch ProSiebenSat.1 im Jahr 2006 gegründet. Im September 2006 beteiligte sich ProSiebenSat.1 zunächst mit 30 Prozent an der Magic Internet Holding, im Juli 2007 wurden die restlichen 70 Prozent erworben. Die Magic Internet Holding betrieb mehrere Online-Plattformen aus den Bereichen Video und Musik. Darunter beispielsweise der Musik-Streaming-Dienst Ampya, die Plattform für Songtexte und Musik-Nachrichten songtexte.com und putpat.tv, das unter der Marke Ampya neu aufgesetzt wurde. 2018 wurde die Geschäftstätigkeit eingestellt.
Mitte Oktober 2006 erwarb ProSiebenSat.1 eine 30-prozentige Beteiligung an der Lokalisten Media GmbH. Die Gesellschaft betrieb das soziale Netzwerk Lokalisten.de und im Mai 2008 stockte das Unternehmen seine Beteiligung auf 90 Prozent auf. Nach einem starken Rückgang der aktiven Nutzer wurde das soziale Netzwerk zum 30. September 2016 geschlossen.
Am 22. August 2007 gab ProSiebenSat.1 den Erwerb der Mehrheitsbeteiligung an der Ratgeberplattform wer-weiss-was.de bekannt. Mit der Entwickler- und Betreibergesellschaft Epublica GmbH wurde die neue wer-weiss-was GmbH gegründet, die für die Ratgeberplattform zuständig war. Die Unternehmung wurde 2019 eingestellt.
Die Tochtergesellschaft Booming wurde im Mai 2015 an die dänische Blackwood Seven verkauft.
Gemeinsam mit Telefónica, Telekom und Vodafone vertrieb ProSiebenSat.1 eigene Smartphonetarife für die Sender ProSieben und Sat.1, sowie fyve als Eigenmarke. Die jeweiligen Mobilfunkanbieter waren Leistungserbringer, während ProSiebenSat.1 Digital für die Vermarktung der einzelnen Tarife zuständig war. Mittlerweile sind alle Marken wieder eingestellt, nur Fyve ist noch aktiv (Stand: 2024).
- simfinity war der Smartphonetarif des Fernsehsenders Sat.1 gemeinsam mit Telefónica Deutschland. 2021 wurde auch diese Marke beendet.[145]
- ProSieben Smart war der Smartphonetarif von ProSieben, gemeinsam mit Vodafone.
- Fyve ist ein Mobilfunkdiscounter, welcher das Netz von Vodafone nutzt.[146]
- chixx war ein Mobilfunkdiscounter, welcher das Netz der Telekom Deutschland nutzte.[147]
- nyze war ein Mobilfunkdiscounter, welcher die Netze der Telefónica Deutschland nutzte, sowie Zugriff auf die konzerneigene TV-App bot. 2016 wurde das Angebot eingestellt und seitdem die bisherige Webadresse auf simfinity weitergeleitet.[148]